# Sarah Lamp
Sarah Lamp (* 27. Juni 1991 in Hamburg) ist eine deutsche Handballspielerin, die mehrere Spielzeiten in der deutschen Bundesliga auflief.

## Karriere
Lamps erster Erfolg gelang ihr im Jahr 2005, als sie mit der B-Jugend des TSV Ellerbek den NOHV-Pokal gewann. In der Saison 2009/10 lief sie mit der Damenmannschaft von Ellerbek in der Regionalliga auf.  Nach der Saison wechselte Lamp zur 2. Damenmannschaft vom Buxtehuder SV, mit der sie in der 3. Liga antrat.
Nachdem Lamp gelegentlich in der Bundesligamannschaft vom Buxtehuder SV aushalf, gehörte sie in der Saison 2013/14 fest dem Bundesligakader an. Zusätzlich war die Rückraumspielerin ab 2013 per Zweitspielrecht für den Zweitligisten SGH Rosengarten spielberechtigt. Im Sommer 2014 verließ Lamp nach 31 Toren in 49 Bundesligaspielen den Buxtehuder SV und lief fortan nur noch für Rosengarten auf. 2015 stieg sie mit dem Verein, der sich zwischenzeitlich in SG Handball Blau-Weiß Rosengarten-Buchholz umbenannte, in die Bundesliga auf. Trotz ihrer 123 Tore stieg Rosengarten-Buchholz ein Jahr später wieder in die 2. Bundesliga ab. Daraufhin schloss sie sich dem Bundesligisten SVG Celle an.
Lamp kehrte im Sommer 2017 zum Zweitligisten Rosengarten-Buchholz zurück, nachdem sich der Verein in HL Buchholz 08-Rosengarten umbenannte. Mit  HL Buchholz 08-Rosengarten gewann sie 2018 und 2019 die Zweitligameisterschaft, jedoch verzichtete der Verein in beiden Fällen auf sein Aufstiegsrecht. Nach der aufgrund der COVID-19-Pandemie abgebrochenen Saison 2019/20 nahm Buchholz 08-Rosengarten sein Aufstiegsrecht in die Bundesliga wahr. Mit Buchholz–Rosengarten stand sie im Finale des DHB-Pokals 2020/21. 2022 trat sie mit dem Verein den Gang in die Zweitklassigkeit an. Im Januar 2023 riss Lamp sich im Ligaspiel das vordere Kreuzband. Infolgedessen gab sie im Mai 2023 ihr Karriereende bekannt. Seit der Saison 2024/25 läuft sie wieder für den TSV Ellerbek auf.